# Harnaaz Sandhu
Harnaaz Kaur Sandhu (Csandígarh, 2000. március 3. –) indiai modell és szépségkirálynő, a Miss Universe 2021 verseny győztese. Korábban Sandhu a Miss Universe India 2021 győztese volt.

## Életpályája
Sandhu a pandzsábi Gurdaspur körzetben található Kohali faluban született, Batala városához közel, Pritampal Singh Sandhu és Rabinder Kaur Sandhu szülők gyermekeként. Édesapja ingatlanos, anyja nőgyógyász, és van egy Harnoor nevű bátyja is. Sandhu szikh családban nőtt fel, édesapja jat származású. 
2006-ban a család Angliába költözött, majd két évvel később visszatértek Indiába, és Csandígarhban telepedtek le, ahol Sandhu felnőtt. Mielőtt Miss Universe lett volna, Sandhu közigazgatásból szerzett mesterképzést.
2021. szeptember 30-án Sandhu megnyerte a Miss Diva Universe 2021 versenyt a címvédő Adline Castelino által. Miss Diva 2021-ben Sandhu megkapta a jogot, hogy képviselje Indiát a Miss Universe 2021 versenyen, amelyet 2021. december 12-én tartottak Eilatban, Izraelben, ahol őt koronázták meg győztesnek. Győzelmét követően ő lett a harmadik indiai nő, akit megkoronáztak a Miss Universe címmel.